# Однако (журнал)
«Одна́ко» — российский деловой аналитический еженедельный «глянцевый» журнал, выходивший с 2009 по 2015 год.

## История
Пилотный выпуск вышел в июле 2009 года, а с 15 сентября журнал выходит в еженедельном режиме. Эксперты оценивают коммерческие перспективы издания оптимистично. За основу концепции планировалось взять журнал «Профиль», главным редактором которого Леонтьев был в 2007—2008 годах. Журнал планировался как составляющая большого проекта издательской компании «Пресс код», предварительный бюджет проекта на первый год составлял 2,5 млн — 4 млн долларов.
Целью проекта Леонтьев называл непредвзятое рассуждение об устройстве мира и дальнейшем развитии, чем он ранее занимался в «Профиле». Издание ориентировалось на людей, с которыми возможен «осмысленный диалог», интеллектуалов и наиболее думающую и рефлексирующую часть бизнес-сообщества. По расчётам Леонтьева, в стране их 100—150 тысяч человек.
Само название журнала, как отметил редактор, намекает на его «генетическое» происхождение — Леонтьев ведёт одноимённую программу на Первом канале. По словам редактора:
Бренд  «Однако» раскручен и понятен. И с этой точки зрения мы можем сэкономить — довести до своего потенциального читателя, что такое издание есть и что оно будет представлять
По данным «СПАРК-Интерфакс», чистый убыток «Пресс кода» в 2009 году составил 108,5 миллиона рублей.
В марте 2011 года сайт журнала (www.odnakoj.ru) был объединён с порталом www.odnako.org, с которым сотрудничал сам Леонтьев.
С 2013 года журнал начал выходить раз в две недели, последний выпуск датировался маем - июнем 2015 года.
В мае 2015 года государственная корпорации «Роснефть», чьим пресс-секретарём и вице-президентом по пиару с января 2014 года являлся Михаил Леонтьев, передала 170 млн рублей в качестве спонсорского вклада на издание журнала «Однако» в обмен на «информационно-рекламные услуги». Исполнение договора начиналось за четыре месяца до подписания, заканчиваясь 31 января 2016 года.
С сентября 2020 года проект был возобновлён в виде канала публикаций на платформе Sponsr.

## Собственник
Учредителем журнала являлась компания «Пресс код», миноритарными акционерами которого являлись телевизионный журналист Михаил Леонтьев, Первый канал (15 %) и УК «Конверс групп». Финансированием проекта занимался последний акционер через контролируемый им Инвестбанк, занимавший к моменту лишения банковской лицензии в декабре 2013 года 79-е место по активам. Организации журнала по данным ряда СМИ помогал глава президентской администрации Владислав Сурков.
К началу второго полугодия 2010 года в состав владельцев издательского дома входили Михаил Леонтьев, Екатерина Седова, «Первый канал». а также Инвестбанк (15 %). Наибольшую долю в 55 % имел кипрский офшор «Дюклевел холдингз лимитед».
К 2012 году 99 % «Пресс кода» принадлежали только Михаилу Леонтьеву, затем владельцем издания являлся Институт социально-экономических и политических исследований" (ИСЭПИ), которым руководит бывший замначальника управления по внутренней политике администрации президента Дмитрий Бадовский. С сентября 2016 года 100 % группы «Однако» оказалось у её гендиректора Ларисы Леоновой, экс-гендиректора «Пресс Кода».

## Команда
- Совет директоров ООО «Пресс код» (учредитель журнала): М. Леонтьев, К. Эрнст, А. Антонов[14].
- Главный редактор — Михаил Леонтьев.
- Шеф-редактор — Ирина Розенберг.
- Арт-директор — Александр Терентьев.
- Заместители главного редактора — Андрей Кобяков, Вероника Хлебникова.
- Помощник главного редактора — Мария Разлогова.

Команда сформирована из журналистов, работавших в возглавляемых Леонтьевым журналах «Профиль» и «ФАС» и в газетах «Сегодня» и «Независимая газета». Для журнала писали известные политологи (Гейдар Джемаль, Александр Дугин и др.) и политики (Игорь Гиоргадзе), мэтры журналистских расследований (Тьерри Мейсан) и бизнесмены (Алексей Голубович, Михаил Юрьев). Хотя в прессе журнал называют «политическим глянцем», отдела политики в нём нет. Есть отделы культуры, экономики, «Компании и рынки» (редактор Кирилл Пальшин, бывший сотрудник журнала «Компания»), «Заграница» (т. н. международный, редактор Александр Терентьев-младший, бывший сотрудник журнала «Профиль»).